# Amoralism
Amoralismul este o poziție metaetică care respinge norma tradițională a binelui și răului, operând în afara obligațiilor și sancțiunilor morale convenționale. Propus în principal de Max Stirner și Friedrich Nietzsche în secolul al XIX-lea, amoralismul susține că judecățile de valoare nu sunt necesare pentru ghidarea conduitelor umane, ci că acestea pot fi evaluate pe baza rațiunei și a satisfacției individuale. Concepții asemănătoare apar și la Søren Kierkegaard, deși ancorate în credință creștină. Amoralismul se intersectează cu vitalism, contractualism, voluntarism, egoism psihologic, existențialism și filosofia absurdului.

## Introducere

#### Definiție și delimitare
Amoralismul (sau amoralitatea) desemnează absența, indiferența sau incapacitatea față de moralitate, plasând acțiunile și agenții „dincolo” de categoria binelui sau răului. Spre deosebire de imoralitate, care implică o încălcare conștientă a normelor morale, amoralul nu operează cu noțiuni de „drept” sau „greșit” și nici nu afirmă o anti-morală (contrar binelui), ci o evaluare rațională și individuală a conduitei umane.

#### Spectrul moralității
- Nonmoral: situații lipsite de relevanță morală (ex.: a bea apă în condiții normale)
- Amoral: acțiuni sau entități fără intenție morală sau preocupare pentru consecințele etice (ex.: o piatră; un individ care bea apă otrăvită fără teamă de sinucidere)
- Imoral: acțiuni cu intenție rea și conștientă de violare a normelor morale (ex.: minciuna deliberată pentru a face rău)

## Gânditori fundamentali

#### Max Stirner și egoismul radical
- „Fantomele”: Stirner identifică în lucrarea Der Einzige und sein Eigentum (1845) instituții abstracte (stat, drepturi naturale, societate) ca simple „fantome” care îngrădesc voința individuală.[2]
- Egoism conștient: individul își urmărește propriile dorințe fără a legitima autorități externe, folosind „fantomele” doar în măsura utilității personale.[3]

#### Friedrich Nietzsche și voința de putere
- Voința de putere: forță vitală amorală, pârghie de afirmare a vieții și depășire a rezistenței, independentă de normele morale creștine.[4]
- Critica moralei de sclav: valorile creștine sunt văzute ca o răzbunare a celor slabi împotriva celor puternici, prin interiorizarea suferinței și producerea vinovăției.[5]
- Moartea lui Dumnezeu: dispariția fundamentului divin deschide calea pentru auto-crearea valorilor, individuale și situate în afara binarului moral tradițional.[6]

#### Søren Kierkegaard și amoralitatea estetică
- Stadiul estetic: viața „premorală”, dominată de căutarea plăcerii și de considerente prudențiale, fără angajament etic autentic, în Enten–Eller (1843).[7]
- Tranziția la etic și religios: disperarea generată de premoralitate conduce la alegerea etică (ex.: căsătorie) și, în cele din urmă, la credința creștină, unde autoritatea divină suspendă teleologic normele sociale.[8]

## Concepte filozofice corelate și manifestări

#### Vitalism
Curente precum dadaismul și suprarealismul au îmbrățișat vitalismul ca respingere a valorilor artei mecaniciste și a judecăților de valoare, promovând expresia liberă și „discordia” emoțională.

#### Contractualism și voluntarism politic
- Contractualism (T. M. Scanlon): principiile morale trebuie să poată fi justificate fiecărei persoane; teoriile sale sunt expuse în "What We Owe to Each Other" (1998).[11]
- Voluntarism: prioritatea voinței asupra intelectului, ilustrată de Nietzsche prin voința de putere, sugerează acțiuni independente de constrângerile morale externe.[12]

#### Egoism psihologic, existențialism și absurdism
- Egoism psihologic: teza că toate acțiunile sunt motivate de interesul propriu; Hobbes și Bentham oferă primele formulări în "Leviathan" (1651) și, respectiv, în "An Introduction to the Principles of Morals and Legislation" (1781).[13][14]
- Existențialism: existența precede esența; viața capătă sens prin valorile auto-create, plasate dincolo de orice normă morală obiectivă, în "L’Être et le Néant" (1943).[15]
- Absurdism: universul lipsit de sens impune fie sinucidere, fie credința, fie rebeliunea (viața autentică) – toate ignorând cadrul moral tradițional, în "Le Mythe de Sisyphe" (1942).[16]

## Critici și provocări

#### Problema amoralistului
Poate cineva rațional și neignorant să rămână complet indiferent față de moralitate? Joseph Raz argumentează în "Engaging Reason" (1999) că o astfel de persoană ar avea o viață „sever limitată”, lipsind de prietenii autentice; contrariul ar fi urmărirea de „pseudo-bunuri” care aduc satisfacție fără a respecta standarde morale.

#### Ateismul și amoralismul
Negarea lui Dumnezeu ar face moralitatea obiectivă nefundamentată, deschizând drumul către amoralism sau arationalism, subminând premisele raționalismului moral tradițional. Dezbaterile contemporane (Mackie, 1982; SEP 2022) arată că ateismul nu necesită slăbirea conceptelor morale și poate susține o etică rațional-umanistă.